# گروه آلفا
گروه آلفا (به انگلیسی: Alfa Group) شرکت سرمایه‌گذاری و خوشه‌ای روسی است، که در حوزه‌هایی چون: نفت و گاز، بانکداری شرکتی، بانکداری سرمایه‌گذاری، مدیریت دارایی، خدمات بیمه، مخابرات و سرمایه‌گذاری فعالیت می‌کند.
شرکت آلفا در سال ۱۹۸۹ توسط گروهی از بازرگانان روس به رهبری میخاییل فریدمن و جرمن خان تأسیس شد و در حال حاضر به‌عنوان بزرگترین گروه سرمایه‌گذاری خصوصی در روسیه شناخته می‌شود و دارای عملیات در کشورهای مستقل همسود، بریتانیا، ایالات متحده آمریکا، قبرس، اوکراین و ترکیه می‌باشد.
دفتر مرکزی این شرکت در شهر مسکو، روسیه قرار دارد. از شرکت‌های تابعه گروه آلفا می‌توان به تی‌ان‌کی-بی‌پی (دومین شرکت نفتی روسیه)، آلفا-بانک، ترکسل و ویمپل‌کام اشاره نمود.